# Malika Mokeddem

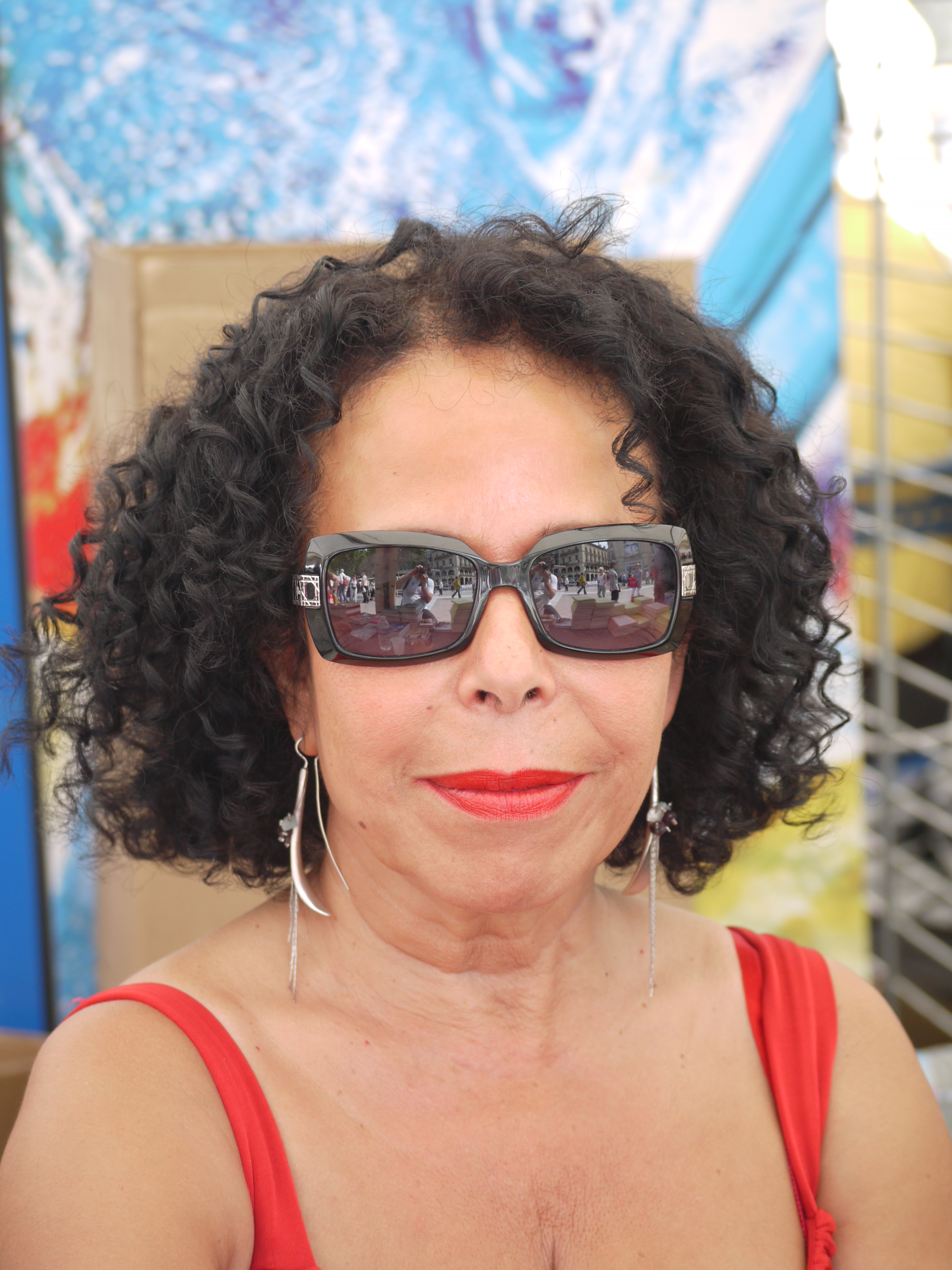
Malika Mokeddem auf der Comédie du Livre 2010 in Montpellier

Malika Mokeddem (geb. 5. Oktober 1949 in Kénadsa, Algerien) ist eine algerische Ärztin und Schriftstellerin.

## Biografie
Malika Mokeddem ist die Tochter einer Nomadenfamilie. Sie studierte in Oran und Paris. Im Jahre 1979 ging sie nach Montpellier, um eine Facharztausbildung als Nephrologin zu beginnen. Von 1989 bis 1995 war sie Ärztin im Immigrantenviertel von Montpellier. 1985 begann sie ihre Schriftstellerkarriere als Migrationsautorin. Sie brachte mehrere Romane heraus, davon zwei autobiografische Erzählungen.

## Werke
- Suche auf See, franz. Originaltitel: La Desirante, Kinzelbach, Mainz 2012, ISBN 978-3-942490-08-5.
- Das Geheimnis der Mutter, franz. Originaltitel: Je dois tout à ton oubli, Kinzelbach, Mainz 2009, ISBN 978-3-927069-93-0.
- Mes hommes, Ldp Litterature, 2007, ISBN 978-2-253-11609-7.
- La transe des insoumis, Grasset & Fasquelle, 2003, ISBN 978-2-246-64331-9.
- N'zid, Seuil 2001, ISBN 978-2-02-049136-5.
- Die Zeit der Heuschrecken, franz. Originaltitel: Le siècle des sauterelles, Unionsverlag, Zürich 1998, ISBN 978-3-293-20116-3.
- La nuit de la lézarde, Grasset & Fasquelle, 1998, ISBN 978-2-246-57311-1.
- Zersplitterte Träume, franz. Originaltitel: Des rêves et des assassins, eFeF, Bern 1996, ISBN 978-3-905561-04-3.
- Sultana, Droemer Knaur, München 1996, ISBN 978-3-426-65080-6.
- L'interdite, Grasset & Fasquelle, 1994, ISBN 978-2-246-48141-6.
- Die blauen Menschen, franz. Originaltitel: Les hommes qui marchent, eFeF, Zürich 1990, ISBN 978-3-905493-47-4.